# 케이에스씨
케이에스씨는 방폭 관련 기업이며, 폭발 위험지역에 사용되는 방폭 전기기계/기구에 대한 방폭시험과 국내 및 해외 방폭인증 대행 및 방폭 교육 사업 등을 하고 있다. 최근 IECEx 국제공인방폭시험기관(ExTL)으로 지정되었다.

## 연혁
- 2013년 12월 (주)한국안전인증 설립
- 2016년 7월 용인사옥으로 이전
- 2017년 8월 IECEx 국제공인방폭시험기관(ExTL: IECEx Testing Laboratory) 인정[1]
- 2017년 9월 기술 체험 교육 실시[2]

- 2020년 9월 (주)케이에스씨 (KSC Co., Ltd.)로 상호 변경
- 2020년 9월 KSC POLAND Sp. z o.o. ATEX NB 지정 (NB 2877)
- 2021년 1월 KSC POLAND Sp. z o.o IECEx CB 지정

## 사업 분야
- 방폭인증 - KSC POLAND Sp. z o.o.에서 승인 된 ExTR을 가지고 국제 및 유럽(IECEx 및 ATEX) 방폭인증을 할 수 있다.
- 방폭시험 - 주식회사 케이에스씨 (KSC Co., Ltd.)는 2016년 국내 민간 방폭업계 최초로 자체 시험장비를 구축한 시험소를 설립하였으며, 첨단 장비와 기술력을 바탕으로 방폭제품 안전성에 대한 시험 및 기술지원 업무를 수행하고 있다.

1. IECEx 국제공인시험기관(글로벌)
2. ATEX 공인시험기관(유럽)
3. NEPSI 공인시험기관(중국)
4. NANIO CCVE 공인시험기관(러시아)
5. ITRI 공인시험기관(대만)
6. TIIS 공인시험기관(일본)

- 방폭인증 대행 - 국내 및 해외의 방폭인증 대행 서비스를 제공한다.
- 방폭교육 - 방폭 기술 체험 교육 및 방폭 품질 교육도 제공한다.

1. 기술 체험 교육: 방폭시험항목에 대한 이론과 실습교육
  - 2017년 9월 개최
2. 방폭 품질 교육: 기술능력 및 생산체계 심사 및 확인심사 등 품질 관련 교육
  - 2015년 11월
  - 2016년 10월
  - 2017년 2월 이후 매년 2~3회 진행된다.

## MOU
주식회사 케이에스씨 (KSC Co., Ltd.)는 국내 제조사에서 만든 제품이 해외로 쉽게 진출할 수 있도록 해외 방폭인증기관들과 업무협약을 맺고 있다. MOU를 통해 방폭 분야에 대한 기술 및 인력 교류도 활발히 진행 중이다.
- 2017년 8월 러시아 비영리 독립 연구기관(NANIO CCVE)
- 2017년 9월 대만 공업기술연구원(ITRI)[3]
- 2017년 10월 프랑스 국립 환경 산업 연구원(INERIS)
- 2018년 4월 중국 상해검사 및 시험기구 자동화시스템 (SITIIAS)
- 2020년 10월 미국해양경비대 (USCG)